# Campeonato Sudamericano de Clubes Campeones 1967
El Campeonato Sudamericano de Clubes Campeones 1967 fue la séptima edición de lo que era el torneo más importante de clubes de baloncesto en Sudamérica. Participaron 7 equipos de seis países sudamericanos: Argentina, Bolivia, Brasil, Chile, Paraguay y Uruguay.
Fue realizado en las ciudad chilena de Antofagasta.
El título de esta edición fue ganado por el Thomas Bata (Chile).

## Equipos participantes
| País             | Equipo                  | Vía de clasificación                                                                                                   |
| ---------------- | ----------------------- | --- |
| Argentina 1 cupo | Juan Bautista Alberdi   | Campeón del Campeonato Metropolitano 1966                                                                              |
| Bolivia 1 cupo   | Ingavi                  | Campeón de la Liga Boliviana de Básquet 1966                                                                           |
| Brasil 1 cupo    | Botafogo                | Campeón de la Taça Brasil de Básquetbol 1967                                                                           |
| Chile 2 cupos    | Thomas Bata Antofagasta | Campeón de la División Mayor del Básquetbol de Chile 1967 Subcampeón de la División Mayor del Básquetbol de Chile 1967 |
| Paraguay 1 cupo  | Ciudad Nueva            | Campeón de la Liga de Baloncesto Metropolitana 1967                                                                    |
| Uruguay 1 cupo   | Welcome                 | Campeón del Campeonato Federal 1966                                                                                    |